# Bélgica en los Juegos Europeos de Cracovia 2023
Bélgica participó en los Juegos Europeos de Cracovia 2023 con un equipo de 141 deportistas. Responsable del equipo nacional fue el Comité Olímpico Interfederal Belga.

## Medallistas
El equipo de Bélgica obtuvo las siguientes medallas:
| Nombre                                                    | Deporte        | Competición          |
| --------------------------------------------------------- | -------------- | -------------------- |
| Oro                                                       |                |                      |
| Gianny De Leu                                             | Muay thai      | – kg M               |
| Sarah Chaari                                              | Taekwondo      | –62 kg F             |
| Plata                                                     |                |                      |
| Thomas Carmoy                                             | Atletismo      | Salto de altura M    |
| Rani Rosius                                               | Atletismo      | 100 m F              |
| Equipo                                                    | Baloncesto 3×3 | Torneo M             |
| Oshin Derieuw                                             | Boxeo          | Wélter (66 kg) F     |
| Axana Depypere                                            | Muay thai      | –54 kg F             |
| Bronce                                                    |                |                      |
| Jonathan Sacoor Camille Laus Dylan Borlée Cynthia Bolingo | Atletismo      | 4 × 400 m mixto      |
| Vasile Usturoi                                            | Boxeo          | Pluma (57 kg) M      |
| Stef Van Campenhout                                       | Esgrima        | Florete individual M |
| Quentin Mahauden                                          | Karate         | Kumite –75 kg M      |
| Sara Piccirillo                                           | Muay thai      | –60 kg F             |
| Jolien Vermeylen                                          | Triatlón       | Individual F         |